# Стил живота
Стил живота је девети студијски албум поп-фолк певача Аце Лукаса, који је издат 2012. за Сити рекордс.

## Обраде
- 1. Готово (оригинал: Antonis Remos - Oso zo (Davidsan Ospina remix))
- 3. Ало, будало (оригинал: Mariada Pieridi - Abra katabra)
- 8. Ти си моја болна рана (оригинал: Срето Ћулафић и Futa band - Болна рана)